# Равк
Равк, Роук — у саамській міфології вампір, небіжчик, що з'являється серед живих і висмоктує з них кров.
Саами вважали, що на равків-вампірів обертались небіжчики чаклунів і шаманів (нойдів). Равк - дух мертвеця відчуває страшенний голод і лише людська кров може його потамувати.
Саами не мали звички журитись за небіжчиками, адже це за повір'ям приваблює дух мертвеця. В одній з саамських міфологічних казок розповідається, як до трьох сестер, в яких помер батько, що за життя був нойдом, і які по черзі лишаються вдома самі, приходить равк — дух їхнього померлого батька і з'їдає двох сестер, третя ж виявляється обачною й випускає собаку, готує окріп та каміння. Коли ж равк долає ці перепони і вже готовий влізти у вежу, зненацька розвиднюється і настає схід сонця. Небіжчик, як і в решті подібних вірувань інших народів, закостініває. Вранці сусіди, що збіглися, вбивають небіжчику між лопатки спицю, й потому спалюють його, — лише так за уявленнями саамів можна було позбутися равка, щоб він не повертався до світу живих.